# QBasic
QBasic je variantou programovacího jazyka BASIC (název je odvozen z produktu QuickBASIC, BASIC je zkratkou pro Beginner's All-purpose Symbolic Instruction Code). Nedovede kompilovat do samostatně spustitelných souborů, zdrojový kód je překládán za běhu (je tzv. interpretován).

## Historie
QBasic měl sloužit jako náhrada za GW-BASIC a byl dodáván společně s MS-DOSem od verze 5.0, včetně Windows 95. Vycházel z dřívějšího produktu QuickBASIC 4.5, nicméně neobsahoval kompilátor ani linker.
Microsoft přestal dodávat QBasic s pozdějšími verzemi Windows. Uživatelé Windows 98 jej nicméně mohli najít na instalačním CD-ROM v adresáři \TOOLS\OLDMSDOS; na instalačním CD Windows 95 se nacházel v adresáři \OTHER\OLDMSDOS. Nyní je dostupný jen pro licencované uživatele MS-DOS na webových stránkách Microsoftu. QBasic obsahoval už více než před deseti lety vyspělé vývojové prostředí, včetně debuggeru s vlastnostmi, jako je vyhodnocování výrazů a úprava kódu za běhu programu, což bylo relativně neobvyklé i v roce 2003.
QBasic byl také předmětem mnoha programátorských učebnic pro začátečníky.
S použitím emulátoru DOSBox je možné jej spustit na většině platforem, jako je Windows XP, Linux, FreeBSD atd.
QBasic byl dodáván s dvojicí ukázkových her: Nibbles (varianta klasické hry Snake, česky Had) a Gorilla (hra, v níž po sobě gorily vrhaly výbušné banány) a programem RemLine, jenž odebíral ze zdrojového kódu pro GW-BASIC čísla řádků.

## Syntaxe
Stejně jako QuickBASIC (a na rozdíl od dřívějších verzí Microsoft BASICu) byl QBasic strukturovaným programovacím jazykem, podporujícím věci jako pojmenované podprogramy (subroutines) a cykly while. Čísla řádků, koncept často spojovaný s BASICem, byly podporovány jen z důvodů kompatibility, nicméně nebyly nezbytné ani vhodné. QBasic měl omezenou podporu pro uživatelsky definované datové typy (struktury) a několik datových typů pro uchovávání řetězcových, textových či numerických dat.

## Ukázka kódu

### Hello world
Následující program vypíše „Hello, World“ a vydává podivné zvuky:
```
PRINT
 
"Hello, World"

FOR
 
Note
 
=
 
450
 
TO
 
750
 
STEP
 
20

	
SOUND
 
Note
,
 
1

	
SOUND
 
800
 
-
 
Note
,
 
1

NEXT
 
Note

FOR
 
Note
 
=
 
750
 
TO
 
450
 
STEP
 
-20

	
SOUND
 
Note
,
 
1

	
SOUND
 
750
 
+
 
Note
,
 
1

NEXT
 
Note

FOR
 
Note
 
=
 
100
 
TO
 
1000
 
STEP
 
20

	
SOUND
 
Note
,
 
1

	
SOUND
 
750
 
+
 
Note
,
 
1

NEXT
 
Note

END

```

### Program pro kreslení čtverce na obrazovku
Tento program nakreslí čtverec na obrazovku:
```
SCREEN
 
12
 
'Definuje grafické rozlišení VGA 640 x 480'

LINE
 
(
0
,
0
)
-
(
100
,
0
),
15
 
'Definuje čáru z bodu (X1,Y1) do bodu (X2,Y2)při barvě číslo 15 - bílá'

LINE
 
(
0
,
0
)
-
(
0
,
100
),
15

LINE
 
(
0
,
100
)
-
(
100
,
100
),
15

LINE
 
(
100
,
0
)
-
(
100
,
100
),
15

```

nebo
```
SCREEN
 
12

LINE
 
(
0
,
0
)
 
-
 
(
100
,
0
),
 
15

LINE
 
-
 
(
100
,
100
),
 
15
 
'Navazuje na poslední předchozí hodnotu'

LINE
 
-
 
(
0
,
100
),
 
15

LINE
 
-
 
(
0
,
0
),
 
15

```

nebo
```
SCREEN
 
12

LINE
 
(
0
,
0
)
 
-
 
(
100
,
100
),
 
15
,
 
B
 
'Nakreslí čtverec, díky parametru "B" (box)

```

## Zvláštní klávesy
- CTRL+BREAK – přeruší běžící program.
- F5 – pokračuje v běhu přerušeného programu.
- SHIFT+F5 – spustí program od začátku.
- F4 – přepne na obrazovku přerušeného programu. Opětovné stisknutí F4 přepne zpět na obrazovku se zdrojovým kódem.
- F1 – zobrazí nápovědu.